# Afro Samurai: The Soundtrack
Albums de RZA
Birth of a Prince
(2003) The RZA Instrumental Experience
(2007)
Afro Samurai: The Soundtrack est la bande originale de l'anime Afro Samurai, sortie le 30 janvier 2007.
Produit par RZA, à l'exception des pistes 6 et 7 (Tru James) et 15 (M-1), et comprenant des featurings de Big Daddy Kane, Talib Kweli, Q-Tip ou encore GZA, l'album s'est classé 16e au Top Soundtracks, 20e au Top Independent Albums et 66e au Top R&B/Hip-Hop Albums.

## Liste des titres
| No  | Titre                                                                   | Contient un (des) sample(s) de                                                         | Durée |
| --- | ----------------------------------------------------------------------- | -------------------------------------------------------------------------------------- | ----- |
| 1.  | Afro Theme                                                              |                                                                                        | 0:29  |
| 2.  | Afro Intro (Instrumental)                                               |                                                                                        | 0:50  |
| 3.  | Certified Samurai (featuring Talib Kweli, Free Murder et Suga Bang)     | Starter du Wu-Tang Clan                                                                | 3:00  |
| 4.  | Just a Lil Dude « who Dat Ovah There » (featuring Q-Tip et Free Murder) |                                                                                        | 3:28  |
| 5.  | Afro's Father Fight (Instrumental)                                      |                                                                                        | 1:23  |
| 6.  | Oh (Interprété par Stone Mecca)                                         |                                                                                        | 4:05  |
| 7.  | The Walk (Interprété par Stone Mecca)                                   |                                                                                        | 4:09  |
| 8.  | Bazooka Fight (Instrumental 1)                                          |                                                                                        | 0:41  |
| 9.  | Who Is tha Man (featuring Reverend William Burk)                        |                                                                                        | 2:33  |
| 10. | Ninjaman (Instrumental)                                                 |                                                                                        | 2:08  |
| 11. | Cameo Afro (featuring Big Daddy Kane, GZA et Suga Bang Bang)            | Come Dancing de Jeff Beck Just Rhymin' With Biz de Big Daddy Kane featuring Biz Markie | 2:52  |
| 12. | Tears of a Samurai (Instrumental)                                       |                                                                                        | 1:28  |
| 13. | Take Sword, Part 1 (featuring Beretta 9)                                |                                                                                        | 2:47  |
| 14. | The Empty 7 Theme (Instrumental)                                        |                                                                                        | 3:17  |
| 15. | Baby (featuring Maurice)                                                |                                                                                        | 3:40  |
| 16. | Take Sword, Part 2 (featuring 60 Second Assassin et True Master)        |                                                                                        | 4:03  |
| 17. | Bazooka Fight (Instrumental 2)                                          |                                                                                        | 0:45  |
| 18. | Fury in My Eyes / Revenge (featuring Thea)                              |                                                                                        | 3:56  |
| 19. | Afro Samurai Theme (First Movement) (Instrumental)                      |                                                                                        | 1:42  |
| 20. | Afro Samurai Theme (Second Movement) (Instrumental)                     |                                                                                        | 1:36  |
| 21. | Insomnia (featuring Jay-Love)                                           |                                                                                        | 3:22  |
| 22. | So Fly (featuring Division)                                             |                                                                                        | 2:55  |
| 23. | We All We Got (featuring Black Knights)                                 |                                                                                        | 1:47  |
| 24. | Glorious Day (featuring Dexter Wiggle)                                  | Rainmaker d'Harry Nilsson                                                              | 3:34  |
| 25. | Series Outro (Instrumental)                                             |                                                                                        | 1:16  |